# 大田優一
大田 優一（おおた ゆういち）は、日本のイラストレーター。
2006年4月まで美少女ゲーム会社にグラフィッカーとして3年間在籍していたが、2008年現在はフリーで活動中。主に、ライトノベル等のイラストを担当している。また、キルタイムコミュニケーションからもアンソロジー漫画やイラストを描いている。
2008年10月25日には『円卓生徒会』9巻の発売に会わせ、初めてのサイン会が行われた。
趣味はネットゲームで、自身のサイトでもたびたびモンスターハンターの話題を書いたりしている。
スーパーダッシュ文庫の公式サイトでインタビューが行われたが、回答のほとんどが「はい」、「ですね」という単語で構成されており、あまり喋ってはいなかった。

## 作品リスト

### 小説挿絵
- 円卓生徒会（著：本田透、スーパーダッシュ文庫、2006年）
- 宅配コンバット学園（著：軽井沢洋一、スーパーダッシュ文庫、2010年）
- あの、一緒に戦争しませんか？（著：高村透、電撃文庫、2017年）

### 漫画作品
- violated justice（『女軍人アンソロジーコミックス2』2007年）
- ドラゴンクライシス!（原作：城崎火也、『スーパーダッシュ文庫ホームページ』連載）
- 『貴方は猫（）の下僕です 〜ねことげぼくのヒミツなカンケイ〜』KADOKAWA〈ドラゴンコミックスエイジ〉、既刊1巻（『ドラドラしゃーぷ＃』2023年10月27日 - 連載中）
  1. 2024年8月8日発売[1]、ISBN 978-4-04-075557-1